# Девітт (Айова)
Девітт (англ. DeWitt) — місто (англ. city) в США, в окрузі Клінтон штату Айова. Населення — 5514 особи (2020).

## Географія
Девітт розташований за координатами 41°49′21″ пн. ш. 90°32′38″ зх. д. / 41.82250° пн. ш. 90.54389° зх. д. (41.822417, -90.543842).  За даними Бюро перепису населення США в 2010 році місто мало площу 15,49 км², уся площа — суходіл.

## Демографія
Згідно з переписом 2010 року, у місті мешкали 5322 особи в 2208 домогосподарствах у складі 1415 родин. Густота населення становила 344 особи/км².  Було 2306 помешкань (149/км²).
Расовий склад населення:
| - 97,1 % — білих - 0,8 % — чорних або афроамериканців - 0,4 % — азіатів - 0,1 % — корінних американців |

До двох чи більше рас належало 1,5 %. Частка іспаномовних становила 1,9 % від усіх жителів.
За віковим діапазоном населення розподілялося таким чином: 25,3 % — особи молодші 18 років, 57,5 % — особи у віці 18—64 років, 17,2 % — особи у віці 65 років та старші. Медіана віку мешканця становила 39,7 року. На 100 осіб жіночої статі у місті припадало 90,1 чоловіків;  на 100 жінок у віці від 18 років та старших — 85,7 чоловіків також старших 18 років.
Середній дохід на одне домашнє господарство  становив 69 865 доларів США (медіана — 58 750), а середній дохід на одну сім'ю — 89 041 долар (медіана — 85 483). За межею бідності перебувало 12,0 % осіб, у тому числі 12,7 % дітей у віці до 18 років та 14,1 % осіб у віці 65 років та старших.
Цивільне працевлаштоване населення становило 2766 осіб. Основні галузі зайнятості: освіта, охорона здоров'я та соціальна допомога — 28,4 %, виробництво — 21,0 %, роздрібна торгівля — 13,8 %.